# Czaniec
Czaniec – wieś w Polsce, położona w województwie śląskim, w powiecie bielskim, w gminie Porąbka, nad rzeką Sołą, u podnóży Beskidu Andrychowskiego (wschodnia część Beskidu Małego). Założona w średniowieczu w Księstwie Oświęcimskim wieś z czasem straciła swą samodzielność stając się częścią majątku ziemskiego i folwarku.
Na nowym folwarku na Zagłęboczu świadczyli powinności pańszczyźniane przodkowie Karola Wojtyły, odrabiając tam pańszczyznę pieszą w wymiarze 5 dni roboczych. Po zniesieniu pańszczyzny i uwłaszczeniu chłopów w 1848 r. wieś wyodrębniona została z majątku ziemskiego, z czasem powołano dla niej spośród miejscowych włościan samorząd wiejski.
W latach 1954–1972 wieś należała i była siedzibą władz gromady Czaniec. W latach 1975–1998 miejscowość administracyjnie należała do województwa bielskiego.
Sołectwo graniczy z Porąbką, Kobiernicami, Kętami, Bulowicami oraz Roczynami.

## Integralne części wsi
| przysiółki | Folwark, Zagłębocze |
| części wsi | Aleja Czaniecka, Aleja Fabryczna, Budziany, Bukowiec, Cygańskie Miasto, Czaniec Dolny, Czaniec Górny, Czaniec Środkowy, Dwór, Granica, Kamieniec, Kępa, Kocimek, Łęg, Pagóry, Pasionki, Piekło, Podkamienne, Porąbszczak, Wiedeń, Za Dworem |

## Historia
Wg kroniki parafialnej w Kętach, w 1200 r. Czaniec należał do parafii kęckiej. Według innych źródeł miejscowość założona została dopiero w XIV wieku. W 1441 wymieniony został niejaki Jan de Czacz, a w 1445 Nocolaus de Czanyecz. W dokumencie sprzedaży księstwa oświęcimskiego Koronie Polskiej przez Jana IV oświęcimskiego wystawionym 21 lutego 1457 miejscowość wymieniona została jako Czanyecz. Nazwę miejscowości w zlatynizowanej staropolskiej formie Czanyecz wymienia w latach 1470-1480 Jan Długosz w księdze Liber beneficiorum dioecesis Cracoviensis, a jako właścicieli wsi podaje Mikołaja i Michała herbu Kornicz. Ponadto Długosz podaje, że znajdował się tu kościół.
Historycznie najważniejszym rzemiosłem miejscowości było sukiennictwo. W XVII wieku dziedzicem wsi był Zygmunt Porębski.
Z Czańca wywodzi się ród Wojtyłów. W 1788 urodził się tu prapradziadek papieża Jana Pawła II, Bartłomiej Wojtyła, w 1826 pradziadek Franciszek Wojtyła, a w 1852 dziadek Maciej Wojtyła, który przeprowadził się do Lipnika (obecnie dzielnica Bielska-Białej).
Według austriackiego spisu ludności z 1900 w Czańcu w 413. budynkach na obszarze 1729. hektarów mieszkało 2557 osób, co dawało gęstość zaludnienia równą 147,9 os./km², z tego 2501 (97,8%) mieszkańców było katolikami, 50 (2%) wyznawcami judaizmu 6 osób jeszcze innej religii, 2543 (99,5%) było polsko-, 11 (0,4%) niemieckojęzycznymi a 2 posługiwały się jeszcze innym językiem.
Liczne wysiedlenia w czasie II wojny światowej.
W rejonie wsi wybudowano w latach 1958-1966 zaporę wodną, tworząc w ten sposób zbiornik retencyjny – Zbiornik Czaniecki.

## Zabytki
- barokowy dwór obronny z XVII w. wraz z ogrodem[13]
- wieża kościelna z XVII w.
- kościół z okresu międzywojennego

## Sport
W Czańcu od 1949 roku istnieje klub piłkarski LKS Czaniec, który w sezonie 2025/2026 występuje w V lidze grupie śląskiej II (południowej). W sezonie 2011/2012 zespół wywalczył największy sukces w historii klubu – awansował do III ligi, grając tam nieprzerwanie do 2016 roku. LKS Czaniec gra na stadionie przy ulicy Zagłębocze 9. Stadion jest w stanie pomieścić 1000 osób, z czego ok. 500 miejsc to miejsca siedzące. W skład kompleksu sportowego wchodzi także budynek klubowy z halą sportową, siłownią, sauną i boisko treningowe. Na początku 2017 roku klub powołał Młodzieżową Akademie Piłki Nożnej. Od 26 listopada 2019 roku akademia posiada Brązowy Certyfikat Polskiego Związku Piłki Nożnej, który potwierdza status oficjalnej szkółki piłkarskiej pod egidą PZPN-u.
W centrum miejscowości, przy szkole podstawowej nr 1, znajduje się nowoczesna hala sportowa. Od 2016 roku przy szkole działa także amatorski klub piłki ręcznej.